# Olivia Schough
Olivia Alma Charlotta Schough (pronunciación en sueco: /ˈskuːɡ/; Vanered, Suecia; 11 de marzo de 1991) es una futbolista sueca. Juega como centrocampista y su equipo actual es el Djurgardens IF de la Damallsvenskan. También forma parte de la Selección de Suecia, con la que ha ganado la medalla de plata en los Juegos Olímpicos de Río de Janeiro 2016 y la medalla de bronce en el Mundial de 2019.

## Clubes
Tras haber debutado profesionalmente en 2007 con el club Falkenbergs FF, Schough comenzó a jugar con el Kopparbergs/Göteborg FC de la Damallsvenskan sueca. Ganó la Copa de Suecia en 2011 y 2012 y la Supercopa de Suecia en 2013. Además, también jugó en la Liga de Campeones Femenina de la UEFA en las ediciones de 2011-12 y de 2012-13.
En diciembre de 2013, se anunció su fichaje por el Bayern de Múnich. Sin embargo, en el verano de 2014, se trasladó al WFC Rossiyanka ruso. En noviembre de 2014, volvió a Sueca y firmó un contrato con el Eskilstuna United.
El 5 de enero de 2018, se anunció que Schough volvería al Kopparbergs/Göteborg FC. Al final de la temporada, la jugadora y el club no consiguieron llegar a un acuerdo para la extensión de su contrato, por lo que la sueca firmó con el Djurgardens IF para la temporada de 2019.

## Selección nacional

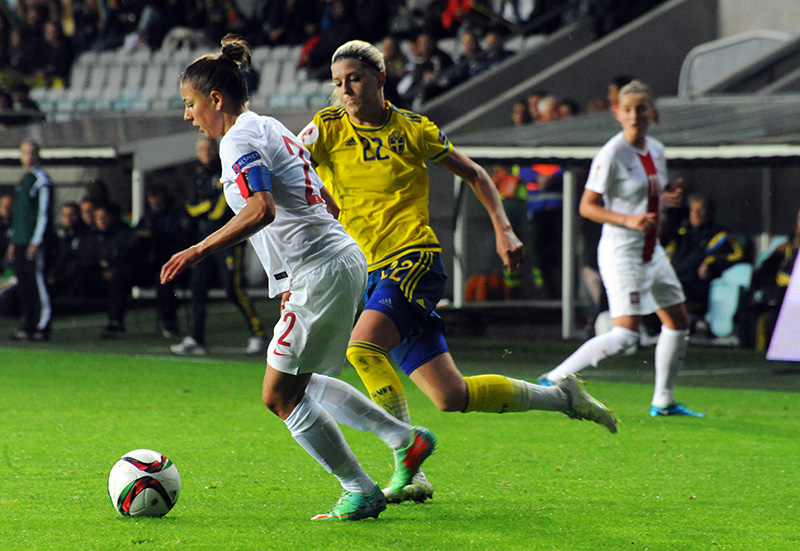
Schough (amarillo) durante un partido con Suecia.

Schough participó en el Campeonato Europeo Sub-19 de 2009, donde consiguió la medalla de plata, y en el Mundial Sub-20 de 2010.
Schough fue convocada por primera vez a la selección absoluta de Suecia en la Copa de Algarve 2013. Debutó el 6 de marzo de 2013 en un partido contra China.
La jugadora fue seleccionada para representar a Suecia en la Eurocopa 2013 y en el Mundial de 2015.
Schough fue convocada a la escuadra de 18 jugadoras que participarían en los Juegos Olímpicos de Río de Janeiro 2016. Jugó en todos los partidos del torneo y consiguió la medalla de plata.
En junio de 2017 fue de nuevo convocada a la selección, esta vez para participar en la Eurocopa 2017. Jugó en los tres partidos de la fase de grupos. Suecia fue eliminada en los cuartos de final contra los Países Bajos.
En el verano de 2019 participó en el Mundial de 2019. Jugó en dos de los tres partidos de la fase de grupos y ayudó Suecia a conseguir la medalla de bronce tras haber caído de nuevo ante los Países Bajos en la semifinal y haber ganado el partido del tercer puesto.

### Goles internacionales
| Gol | Fecha      | Ubicación              | Rival        | Puntuación | Resultado | Competición                                     |
| --- | ---------- | ---------------------- | ------------ | ---------- | --------- | ----------------------------------------------- |
| 1.  | 19-6-2014  | Tórshavn, Islas Feroe  | Islas Feroe  | 0-2        | 0-5       | Clasificación para el Mundial de 2015           |
| 2.  | 17-9-2015  | Orhei, Moldavia        | Moldavia     | 0-1        | 0-3       | Clasificación para la Eurocopa 2017             |
| 3.  | 22-9-2015  | Gotemburgo, Suecia     | Polonia      | 2-0        | 3-0       | Clasificación para la Eurocopa 2017             |
| 4.  | 2016-03-09 | Róterdam, Países Bajos | Países Bajos | 1-1        | 1-1       | Clasificación para los Juegos Olímpicos de 2016 |
| 5.  | 21-7-2016  | Kalmar, Suecia         | Japón        | 1-0        | 3-0       | Partido amistoso                                |
| 6.  | 21-10-2016 | Gotemburgo, Suecia     | Irán         | 3-0        | 7-0       | Partido amistoso                                |
| 7.  | 21-10-2016 | Gotemburgo, Suecia     | Irán         | 5-0        | 7-0       | Partido amistoso                                |
| 8.  | 21-10-2016 | Gotemburgo, Suecia     | Irán         | 6-0        | 7-0       | Partido amistoso                                |

### Partidos y goles marcados en Mundiales y Juegos Olímpicos
| Gol                                                  | Partido | Fecha     | Ubicación      | Rival          | Alineación         | Min | Puntuación | Resultado        | Competición      |
| ---------------------------------------------------- | ------- | --------- | -------------- | -------------- | ------------------ | --- | ---------- | ---------------- | ---------------- |
| Mundial de Canadá 2015                               |         |           |                |                |                    |     |            |                  |                  |
|                                                      | 1       | 8-6-2015  | Winnipeg       | Nigeria        | 46' ( Asllani)     |     |            | 3-3 (PE)         | Fase de grupos   |
| Rio de Janeiro Fútbol Femenino Juegos Olímpicos 2016 |         |           |                |                |                    |     |            |                  |                  |
|                                                      | 2       | 3-8-2016  | Río de Janeiro | Sudáfrica      | 76' ( Rolfö)       |     |            | 1-0 (PG)         | Fase de grupos   |
|                                                      | 3       | 6-8-2016  | Río de Janeiro | Brasil         | 64' ( Rolfö)       |     |            | 1-5 (PP)         | Fase de grupos   |
|                                                      | 4       | 9-8-2016  | Brasília       | China          | Principal          |     |            | 0-0 (PE)         | Fase de grupos   |
|                                                      | 5       | 12-8-2016 | Brasília       | Estados Unidos | 64' ( Jakobsson)   |     |            | 1-1 (4-3 p) (PG) | Cuartos de final |
|                                                      | 6       | 16-8-2016 | Río de Janeiro | Brasil         | 104' ( Appelqvist) |     |            | 0-0 (4-3 p) (PG) | Semifinales      |
|                                                      | 7       | 19-8-2016 | Río de Janeiro | Alemania       | Principal          |     |            | 1-2 (PP)         | Final            |
| Mundial de Francia 2019                              |         |           |                |                |                    |     |            |                  |                  |
|                                                      | 8       | 16-6-2019 | Niza           | Tailandia      | 69' ( Seger)       |     |            | 5-1 (PG)         | Fase de grupos   |
|                                                      | 9       | 20-6-2019 | Le Havre       | Estados Unidos | 56' ( Rolfö)       |     |            | 0-2 (PP)         | Fase de grupos   |
| Tokio Fútbol Femenino Juegos Olímpicos 2020          |         |           |                |                |                    |     |            |                  |                  |
|                                                      | 10      | 21-7-2021 | Tokio          | Estados Unidos | 63' ( Rolfö)       |     |            | 3-0 (PG)         | Fase de grupos   |
|                                                      | 11      | 27-7-2021 | Rifu           | Nueva Zelanda  | 64' ( Hurtig)      |     |            | 2-0 (PG)         | Fase de grupos   |
|                                                      | 12      | 30-7-2021 | Saitama        | Japón          | 75' ( Rolfö)       |     |            | 3-1 (PG)         | Cuartos de final |
|                                                      | 13      | 6-8-2021  | Yokohama       | Canadá         | 105' ( Rolfö)      |     |            | 1-1 (2-3 p) (PP) | Final            |
| / Mundial de Australia/Nueva Zelanda 2023            |         |           |                |                |                    |     |            |                  |                  |
|                                                      | 14      | 23-7-2023 | Wellington     | Sudán          | 67' ( Rolfö)       |     |            | 2-1 (PG)         | Fase de grupos   |
|                                                      | 15      | 29-7-2023 | Wellington     | Italia         | 62' ( Rolfö)       |     |            | 5-0 (PG)         | Fase de grupos   |
|                                                      | 16      | 2-8-2023  | Hamilton       | Argentina      | 62' ( Hurtig)      |     |            | 2-0 (PG)         | Fase de grupos   |
|                                                      | 17      | 15-8-2023 | Auckland       | España         | 62' ( Kaneryd)     |     |            | 1-2 (PP)         | Semifinal        |

### Partidos y goles marcados en Campeonatos Europeos
| Gol           | Partido | Fecha     | Ubicación  | Rival    | Alineación       | Min | Puntuación | Resultado | Competición    |
| ------------- | ------- | --------- | ---------- | -------- | ---------------- | --- | ---------- | --------- | -------------- |
| Eurocopa 2013 |         |           |            |          |                  |     |            |           |                |
|               | 1       | 16-7-2013 | Halmstad   | Italia   | 79' ( Thunebro)  |     |            | 3-1 (PG)  | Fase de grupos |
| Eurocopa 2017 |         |           |            |          |                  |     |            |           |                |
|               | 2       | 17-7-2017 | Breda      | Alemania | 56' ( Rubensson) |     |            | 0-0 (PE)  | Fase de grupos |
|               | 3       | 21-7-2017 | Deventer   | Rusia    | 46' ( Rolfö)     |     |            | 2-0 (PG)  | Fase de grupos |
|               | 4       | 25-7-2017 | Doetinchem | Italia   | 46' ( Spetsmark) |     |            | 2-3 (PP)  | Fase de grupos |
| Eurocopa 2022 |         |           |            |          |                  |     |            |           |                |
|               | 5       | 17-7-2022 | Leigh      | Portugal | 55' ( Kaneryd)   |     |            | 5-0 (PE)  | Fase de grupos |

## Palmarés

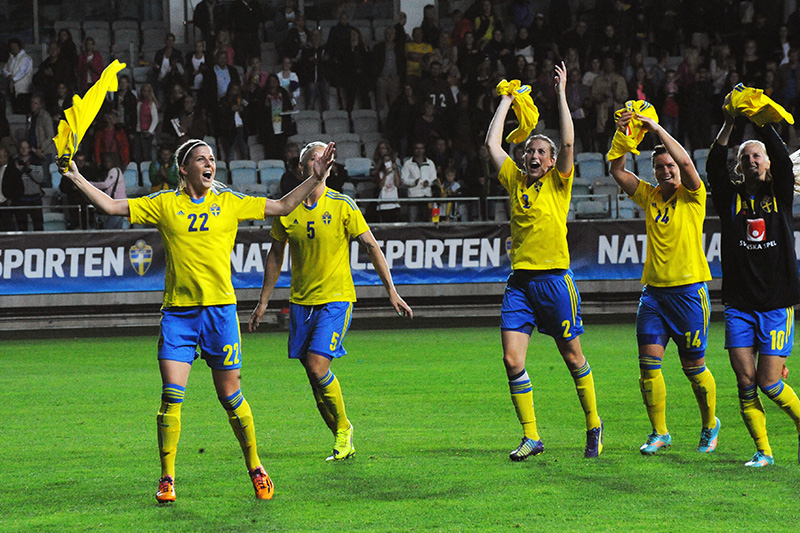
Schough (izquierda) celebrando una victoria.

### Clubes
- Copa de Suecia: 2011, 2012
- Supercopa de Suecia: 2013

### Internacional
- Juegos Olímpicos: Medalla de plata 2016, 2020
- Copa Mundial: Medalla de bronce: 2019, 2023